# Олександрівка (Розсошанський район)
Олександрівка (рос. Александровка) — село у Розсошанському районі Воронезької області Російської Федерації.
Населення становить 1187  осіб. Входить до складу муніципального утворення Александровське сільське поселення.

## Історія
Населений пункт розташований у межах українського краю Східної Слобожанщини.
Від 1928 року належить до Розсошанського району, спочатку у складі Центрально-Чорноземної області, а від 1934 року Воронезької області.
Згідно із законом від 15 жовтня 2004 року входить до складу муніципального утворення Александровське сільське поселення.

## Населення
| 2010  | 2012  | 2013  | 2014  | 2015  | 2016  | 2017  |
| ----- | ----- | ----- | ----- | ----- | ----- | ----- |
| 1304  | ↘1296 | ↘1283 | ↘1255 | ↘1231 | ↘1229 | ↘1208 |
| 2018  |       |       |       |       |       |       |
| ↘1187 |       |       |       |       |       |       |